# Gonzalo Torrente Ballester
Gonzalo Torrente Ballester (ur. 13 czerwca 1910 w Ferrol, zm. 27 stycznia 1999 w Salamance) – hiszpański pisarz, wykładowca uniwersytecki. Laureat Nagrody Cervantesa (1985).
Debiutował w 1943 powieścią Javier Mariño. Uważa się go za przedstawiciela realizmu magicznego w literaturze europejskiej, choć popularność przyniosła mu monumentalna, trzytomowa, powieść obyczajowa Blaski i cienie. Akcja dzieła rozgrywa się w fikcyjnym galicyjskim miasteczku Pueblanueva del Conde w ostatnich latach przed wybuchem wojny domowej.

## Dzieła

### TrylogiaBlaski i cienie(Los gozos y las sombras)
- Pan nadchodzi (El señor llega 1957)
- Wichura (Donde da la vuelta el aire 1960)
- Smutna Wielkanoc (La Pascua triste 1962)

### Powieści
- Javier Mariño (1943)
- El golpe de estado de Guadalupe Limón (1946)
- Ifigenia (1949)
- Don Juan (1963)
- Off-side (1968)
- La saga/fuga de J. B. (1972)
- Fragmentos de Apocalipsis (1977)
- La Isla de los Jacintos Cortados (1980)
- Dafne y ensueños (1982)
- Quizá nos lleve el viento al infinito (1984)
- La Princesa Durmiente va a la escuela (1985)
- La rosa de los vientos (1985)
- Yo no soy yo, evidentemente (1987)
- Filomeno, a mi pesar (1988)
- Crónica del rey pasmado (1989)
- Las islas extraordinarias (1991)
- La muerte del decano (1992)
- La novela de Pepe Ansúrez (1994)
- La boda de Chon Recalde (1995)
- Los años indecisos (1997)
- Doménica (1999).

### Teatr
- El viaje del joven Tobías (1938)
- El casamiento engañoso (1939)
- Lope de Aguirre (1941)
- República Barataria (1942)
- El retorno de Ulises (1946)
- Atardecer de Longwood (1950)

### Eseje
- Panorama de la literatura española contemporánea (1956)
- Teatro español contemporáneo (1957)
- Siete ensayos y una farsa (1972)
- El Quijote como juego (1975)
- Cuadernos de un vate vago (1982)
- Diarios de trabajo (1942-1947)

### Teksty dziennikarskie
- Cuadernos de La Romana (1975)
- Nuevos Cuadernos de La Romana (1977)
- Cotufas en el golfo (1986)
- Torre del aire (1993)
- Memoria de un inconformista (1997)

### Inne
- Compostela y su ángel (1948)
- Santiago de Rosalía Castro (1989)
- Lo mejor de Gonzalo Torrente Ballester (1989)
- Los mundos imaginarios (1994)